# لاوینیا (رمان)
لاوینیا (انگلیسی: Lavinia) رمان برنده جایزه لوکوس اثر نویسنده آمریکایی اورسولا لو گویین است. این رمان که در سال ۲۰۰۸ منتشر شد، آخرین رمان لو گویین بود. این داستان به سبک اول شخص و خودآگاه نوشته شده‌است که زندگی لاوینیا، شخصیتی فرعی در شعر حماسی ویرژیل به نام انئید را بازگو می‌کند.